# 龍頭股
龍頭股，香港及中國大陸股市的常用詞語，是指所屬股票的公司在行業內有一定領導地位，包括規模、市佔率、市值、營業額、利潤，或指某一時期在股票市場的炒作中對同行業板塊的其他股票具有影響和號召力的股票，它的漲跌往往對其他同行業板塊股票的漲跌起引導和示範作用。但龍頭股不是一成不變的，它的地位可能只能維持一段時間。